# Freddy Fraek

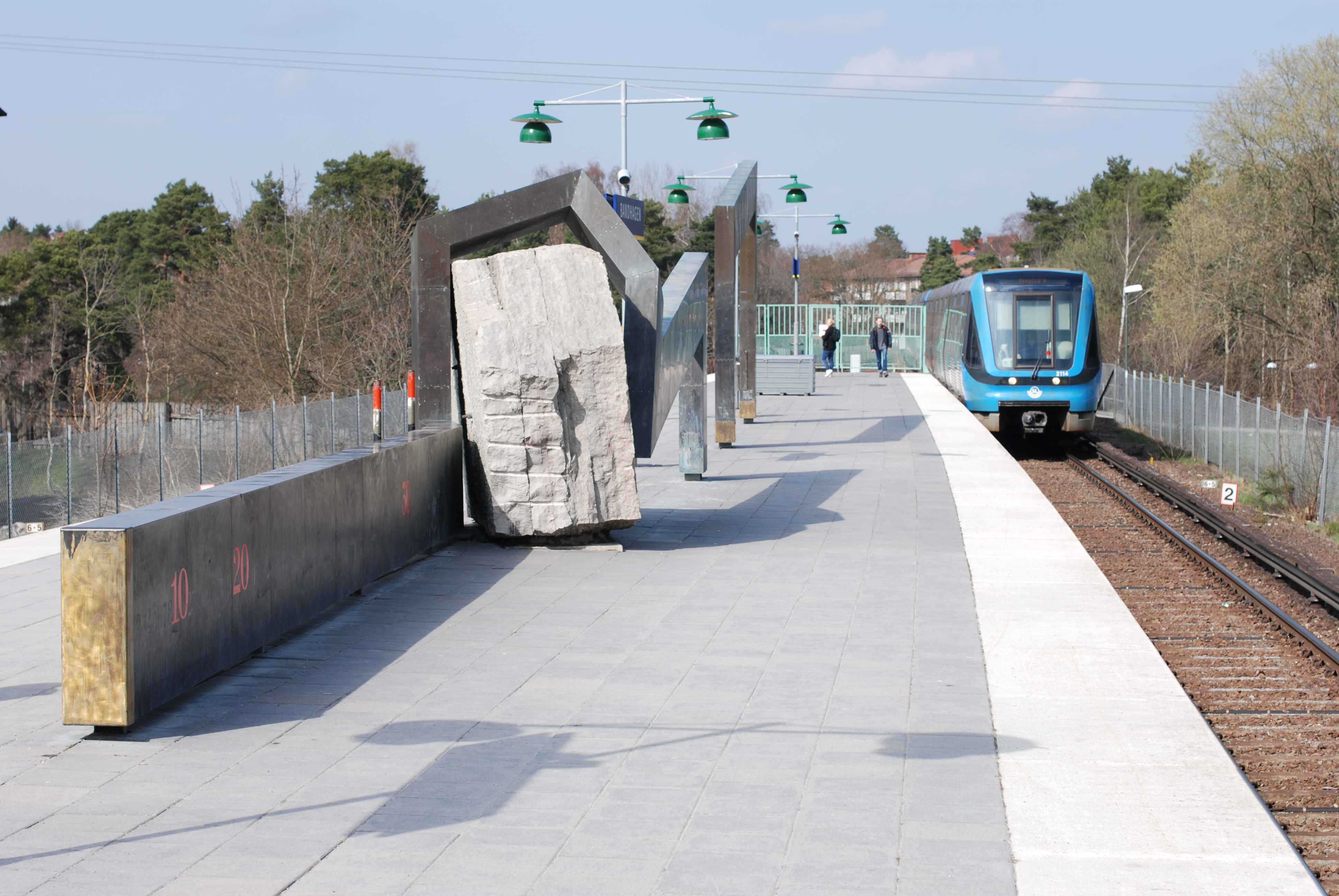
Linear på Bandhagens tunnelbanestation i Stockholm.

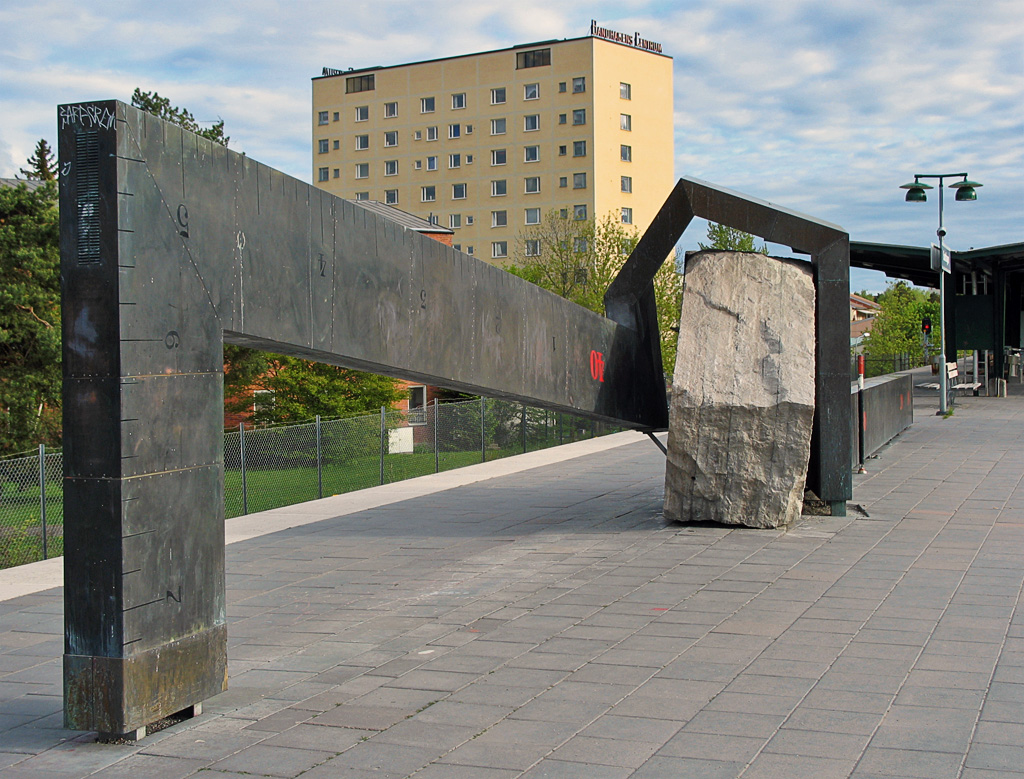
Linear på Bandhagens tunnelbanestation i Stockholm.

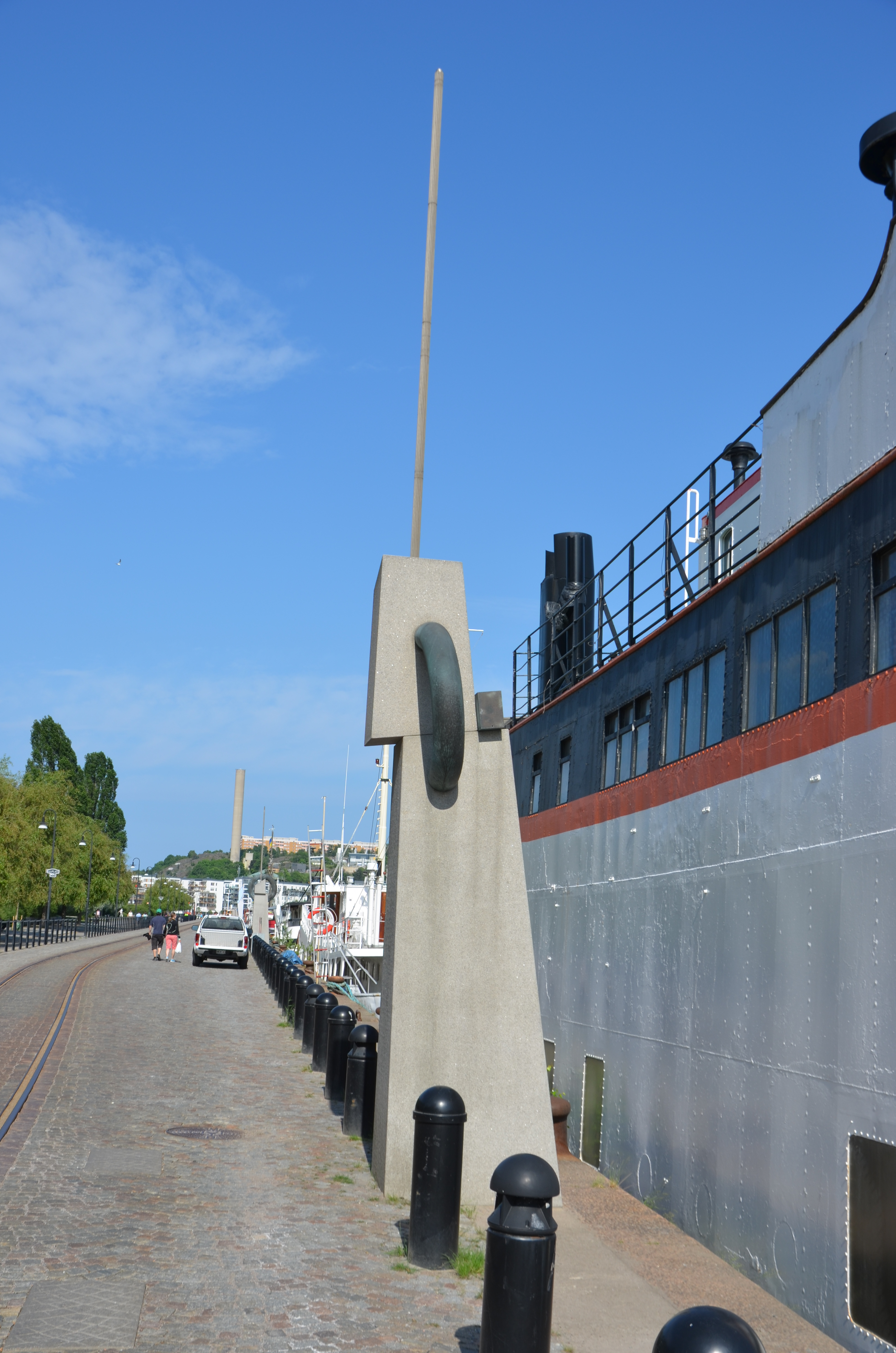
P2 på kajen, Norra Hammarbyhamnen i Stockholm.

Freddy Fraek, född Freddy Poulsen 22 november 1935 i Köpenhamn, död 24 oktober 2016, var en dansk musiker, skådespelare och skulptör. Före 1988 stavades namnet Freddy Fræk.
Freddy Fraek utbildade sig ursprungligen till smed 1957 och därefter till skulptör på Det Kongelige Danske Kunstakademi i Köpenhamn. Där tog han examen 1966 och dit var han också 1967–1979 knuten som lärare.
Under 1960-talet blev Freddy Fraek känd som banjo- och kazoospelande musiker, med jazz och barnvisor, och som skådespelare, bland annat i TV-serien Sonja fra Saxogade. Han övergick senare på 1980-talet helt till verksamhet som skulptör och arbetade konstruktivistiskt med föremål i sten, trä och stål. Han hade sin första separatutställning 1974 på Kunstmuseet i Tønder (tidigare Sønderjyllands kunstmuseum) och fick senare sitt internationella genombrott i början på 1990-talet med en utställning på Galerie Denise René i Paris.
Freddy Fraek var sedan 1988 gift med konstnären Gun Gordillo, tillsammans med vilken han utfört flera offentliga verk, och är far till belysningsmästaren Jens Bo Poulsen. Han bodde och arbetade i Köpenhamn, dit paret återflyttat efter 15 års vistelse i Frankrike.

## Offentliga verk i urval
- Linear (1983), kopparklätt trä och sandsten, Bandhagens tunnelbanestation i Stockholm
- The Inner/Outer Space (1987), järnvägsstationen i Fredericia (tillsammans med Gun Gordillo)
- Passage i rött (1988), granit,neon, Allétorget i Klippan (tillsammans med Gun Gordillo)
- F1 - 7 (1998), terrazzo, stål, koppar, neon, strandpromenaden i Norra Hammarbyhamnen i Stockholm (tillsammans med Gun Gordillo)
- P1 och P2, 1988, strandpromenaden i Norra Hammarbyhamnen i Stockholm
- AbNorma (1989), diabas, utanför Terminal 1 på Kastrups flygplats i Köpenhamn
- Månghörning (1990), Kristianstad
- Vinden (1992), stål, i Frederikshavn
- Dia sarko (1998), diabas och stål, Lunds universitet
- Fusion (2008), integrerat verk med ljus och ljus, KAB Grundtvigshus i Köpenhamn (tillsammans med Gun Gordillo)